# Partido Resistencia Nicaragüense
El Partido Resistencia Nicaragüense (PRN) es un partido político de Nicaragua fundado en 1993 por la ex-guerrilla de los Contras, la oposición armada al gobierno del Frente Sandinista de Liberación Nacional (FSLN) en la década de los años 1980.
El PRN participó en las elecciones generales del 20 de octubre de 1996 quedando en la casilla 4 de las 6 boletas electorales para elegir presidente y vicepresidente; diputados nacionales, departamentales y al Parlamento Centroamericano (Parlacen); concejales; alcaldes y vicealcaldes. Esas elecciones las ganó el Doctor Arnoldo Alemán, candidato de la Alianza Liberal con el 51% de los votos; el PRN recibió sólo un 1% de los votos y quedó con un diputado en Asamblea Nacional.
En las elecciones municipales del 5 de noviembre de 2000 y las generales del  5 de noviembre de 2001 estuvo coaligado con el oficialista Partido Liberal Constitucionalista (PLC), estas últimas las ganó el Ingeniero Enrique Bolaños Geyer con el 51%. En las elecciones municipales del 7 de noviembre de 2004 el Partido Resistencia Nicaragüense participó de forma independiente y ganó algunos municipios, sobre todo el municipio de Río Blanco en el departamento de Matagalpa.
A partir del 2006 el PRN se dividió, una facción apoyó a la Alianza Liberal Nicaragüense (ALN) cuyo candidato era Eduardo Montealegre y otra facción minoritaria que desde entonces es parte de la Convergencia Nacional (unión de partidos coaligados con el FSLN) integrada por la Alianza Popular Conservadora (APC), Partido Liberal Nacionalista (PLN, el mismo de la familia Somoza que gobernó el país hasta 1979), Movimiento de Acción Popular Marxista-Leninista (MAP-ML), Unión Demócrata Cristiana (UDC), algunos disidentes del PLC, facciones minoritarias del Movimiento Renovador Sandinista (MRS), Partido Social Cristiano (PSC) y YATAMA.  
La mayoría de los miembros del PRN formó parte de la Alianza PLC para las elecciones municipales del 9 de noviembre de 2008. Una minoría participó sola en esas elecciones.